# ツルギミツバツツジ
ツルギミツバツツジ（剣三葉躑躅、学名：Rhododendron tsurugisanense）はツツジ科ツツジ属の落葉低木。

## 特徴
剣山で発見されたので命名された。群生地として大川嶺が有名である。5月から6月上旬にかけて、紫色の花を咲かせる。変種としてアカイシミツバツツジがある。花柄を触っても粘らない、各花芽に1輪の花が咲く点が、近縁に分布するミツバツツジの変種のトサノミツバツツジと異なる。

## 画像

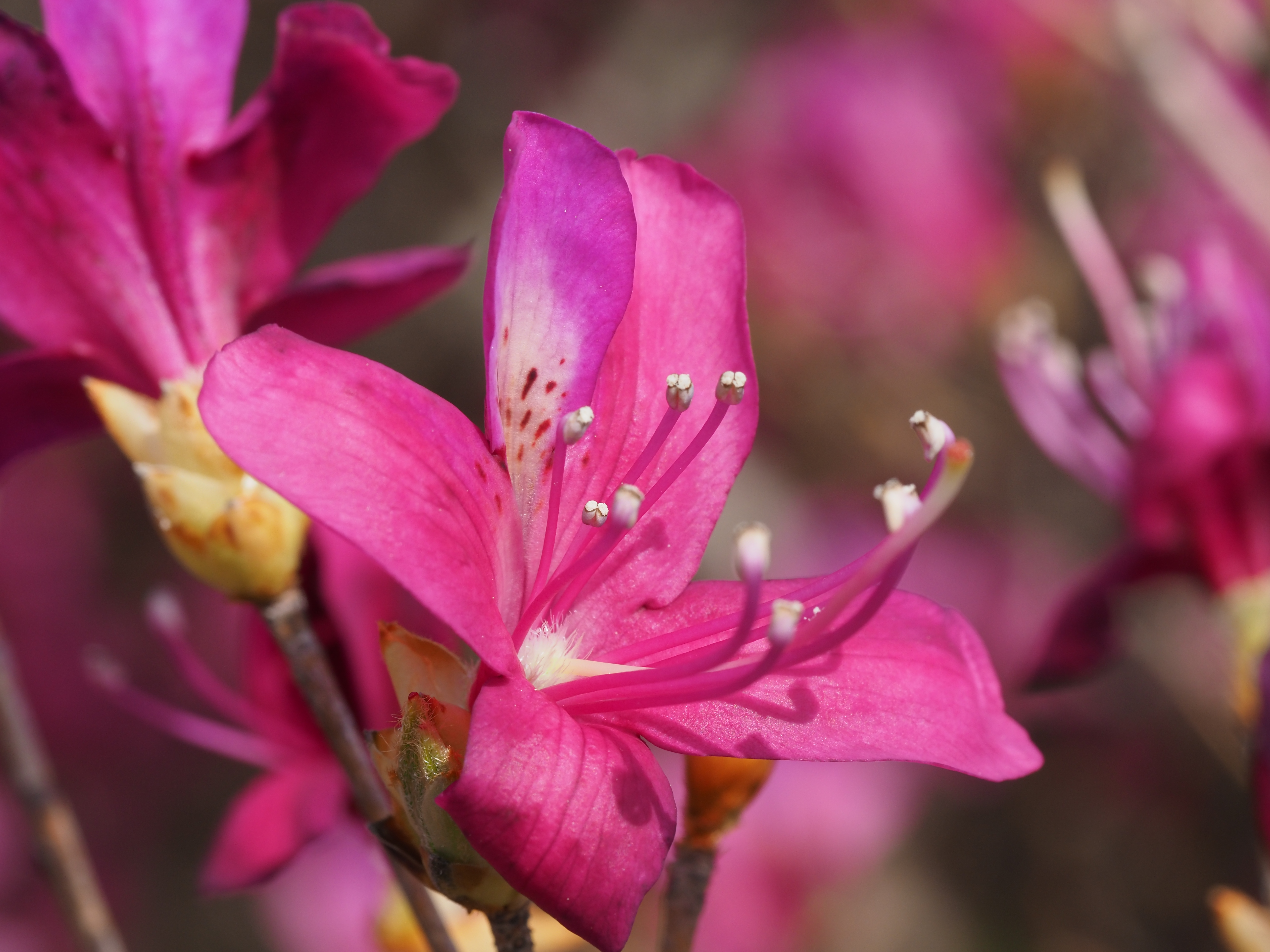
ツルギミツバツツジ　Rhododendron tsurugisanense

## 分布と生育環境
四国の標高の高い山地や蛇紋岩地帯に分布する。